# Sociedad de Educación Matemática del Uruguay
La Sociedad de Educación Matemática del Uruguay (S.E.M.UR) es una organización fundada el 1 de octubre de 1996. Cuenta con personería jurídica N°7843. Se encuentra ubicado en la calle Brandzen 1961 Montevideo. Su actual director es Fabián Vitabar.